# Intensité lumineuse
L’intensité lumineuse est une grandeur qui exprime la capacité d'une source ponctuelle de lumière à éclairer dans une direction donnée.
C'est une grandeur photométrique. Le rayonnement électromagnétique, qui constitue la lumière, n'est pas également perçu par la vision humaine ; l'expression de l'intensité lumineuse implique une pondération de la longueur d'onde par la fonction d'efficacité lumineuse spectrale, qui rend compte de la sensibilité visuelle humaine.
Dans le système international d'unités, l'intensité lumineuse se mesure en candelas (cd), une des unités de base ; elle se définit à partir de la luminance. L'intensité ne se mesure pas directement ; mais on a pu définir, de plusieurs manières au cours du temps, un étalon. Elle sert principalement pour le calcul de l'éclairement lumineux et pour préciser la répartition de la lumière qu'émet un luminaire ou une surface éclairée selon la direction.

## Définition
Considérant la définition de la luminance et de l'étendue géométrique, l'intensité lumineuse {\displaystyle I(\phi ,\theta )} s'exprime de la façon suivante,,,, : 
{\displaystyle \mathrm {d} I=L(\phi ,\theta )\cos \theta \,\mathrm {d} \theta \,\mathrm {d} \phi \quad \Rightarrow \quad I=\int _{0}^{2\pi }\int _{0}^{\pi }L(\phi ,\theta )\cos \theta \,\mathrm {d} \phi \,\mathrm {d} \theta }
où {\displaystyle \mathrm {d} I} est l'intensité élémentaire correspondant à l'élément de surface {\displaystyle \mathrm {d} S}, {\displaystyle \theta } est l'angle entre la direction portant {\displaystyle L} et la normale à la surface source et {\displaystyle \phi } l'angle de longitude compté par rapport à une origine arbitraire.
L'intensité lumineuse moyenne {\displaystyle {\overline {I}}} dans l'intervalle fini d'angle solide {\displaystyle \delta \Omega } s'exprime à partir du flux lumineux {\displaystyle \delta \Phi } contenu dans cet angle par :
{\displaystyle {\overline {I}}={\frac {\delta \Phi }{\delta \Omega }}}
On trouve cette expression abusivement écrite sous la forme {\displaystyle I={\frac {\mathrm {d} \Phi }{\mathrm {d} \Omega }}}, suggérant ainsi une dérivation. Or {\displaystyle \Phi } est indépendant de {\displaystyle \Omega } (c'est un flux) et donc {\displaystyle {\frac {\mathrm {d} \Phi }{\mathrm {d} \Omega }}=0}.

### Perception humaine

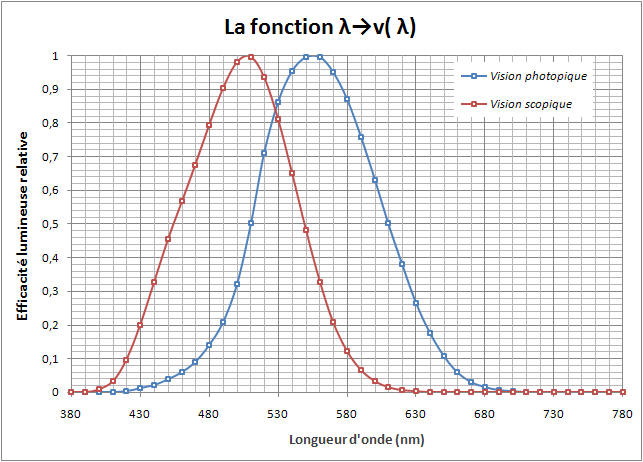
La fonction d'efficacité lumineuse relative spectrale caractérise la sensibilité de l'œil de l'observateur de référence.

L'œil humain n'est sensible qu'à une petite partie du spectre électromagnétique (le domaine visible) et n'a pas la même sensibilité aux différentes longueurs d'onde auxquelles il est sensible. Dans un environnement lumineux (vision diurne, dite photopique), l'œil humain est le plus sensible au domaine de longueur d'onde correspondant à la perception du vert-jaune, vers 555 nanomètres. Ainsi, deux sources lumineuses de même puissance rayonnée en radiométrie et situées à égale distance d'un observateur n'ont pas forcément la même intensité lumineuse en photométrie. Une source monochromatique rayonnant dans le vert-jaune aura une intensité lumineuse perçue supérieure à une autre rayonnant dans le rouge ou dans le bleu.
Dans un environnement plus obscur, la vision humaine ne distingue plus les couleurs, et la sensibilité spectrale relative est décalée vers le bleu. On parle de vision scotopique. Entre les deux domaines de luminosité, on parle de vision mésopique.
Sauf précision contraire, l'intensité lumineuse concerne le domaine de la vision photopique.

## Intensité et éclairement
On tire de la définition une relation entre l'intensité et l'éclairement lumineux d'un élément de surface {\displaystyle \delta S}, perpendiculaire à la direction du flux, à une distance d de la source. L'élément de surface intercepte un angle solide
{\displaystyle \delta \Omega ={\frac {\delta S}{d^{2}}}}
donc
{\displaystyle {\overline {I}}={\frac {\delta \phi }{\delta \Omega }}=d^{2}{\frac {\delta \phi }{\delta S}}}
Comme l'éclairement {\displaystyle E} est égal au quotient du flux élémentaire par l'élément de surface, le flux est le produit {\displaystyle E\;\delta S}, et
{\displaystyle {\overline {I}}=E\,d^{2}}
Si l'élément de surface n'est pas perpendiculaire au flux, celui-ci se répartit obliquement, et l'éclairement devient
{\displaystyle {\overline {I}}=E\,d^{2}\cos \theta }
où {\displaystyle \theta } est l'angle entre la normale à l'élément de surface et la direction du flux lumineux.
Une source à l'infini a un éclat apparent, mais {\displaystyle \delta \Omega } est nul, les rayons lumineux étant parallèles. La luminance est alors définie au sens des distributions sous forme d'un produit de distributions de Dirac {\displaystyle L=L_{0}\delta (\phi -\phi _{0})\delta (\theta -\theta _{0})} pour un faisceau d'orientation {\displaystyle (\phi _{0},\theta _{0})}. L'intensité lumineuse continue à être définie par :
{\displaystyle I=\int _{0}^{2\pi }\int _{0}^{\pi }L_{0}\delta (\phi -\phi _{0})\delta (\theta -\theta _{0})\cos \theta \,\mathrm {d} \phi \,\mathrm {d} \theta =L_{0}\cos \theta _{0}}
C'est le cas en éclairage, avec la lumière du soleil ou de la lune ; on connaît alors l'éclairement lumineux des surfaces directement exposées, dans diverses conditions. En astronomie, on repère la magnitude apparente des étoiles à partir de l'éclairement énergétique, sans considération de la part du rayonnement visible.

## Indicatrice d'émission

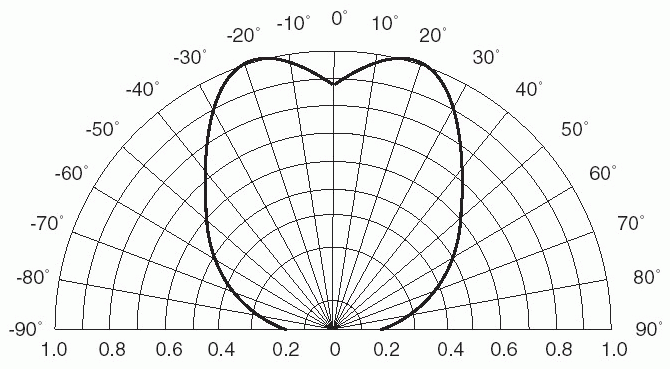
Indicatrice d'intensité d'une lampe.

Les luminaires, les surfaces éclairées qui renvoient la lumière, et d'une façon générale les sources lumineuses n'éclairent pas avec la même intensité dans toutes les directions. L'indicatrice d'émission d'une source est proportionnelle à une surface dont la distance à la source est elle-même proportionnelle à l'intensité lumineuse dans la même direction. La longueur d'un point de cette courbe à l'origine représente la luminance. À la normalisation près, ce diagramme correspond à la notion de distribution angulaire.
Pour l'établir pour une source réelle, il faut assimiler celle-ci à une source ponctuelle ; on mesure l'éclairement moyen d'un élément de surface placé suffisamment loin de la source, et on calcule à partir de cette valeur celle de l'intensité de l'émission. Le diagramme représente souvent une intensité relative par rapport à celle relevée dans la direction principale. L'utilisation numérique requiert plutôt une normalisation dans un demi-espace, la norme étant définie par
{\displaystyle \int _{0}^{2\pi }\int _{0}^{\frac {\pi }{2}}L(\theta ,\phi )\cos \theta \mathrm {d} \theta \mathrm {d} \phi }

### Utilisation de l'indicatrice
La connaissance de l'intensité lumineuse dans une direction donnée permet de calculer l'éclairement d'un élément de surface {\displaystyle \mathrm {d} S} situé à une distance {\displaystyle d} de la source. La position de la surface dans le système de coordonnées polaires basé sur les axes de la source donne la direction et la distance. L'indicatrice d'émission pour la direction donne l'intensité.
La relation entre intensité et éclairement a déjà été indiquée. Si la surface éclairée n'est pas perpendiculaire à la direction de la source, il faut tenir compte de l'angle {\displaystyle \theta } entre la perpendiculaire à l'élément de surface et la direction de la source.
{\displaystyle \displaystyle E={\frac {I}{d^{2}}}\cdot \cos \theta }
Quand plusieurs sources contribuent à l'éclairement d'un élément de surface, on ajoute le résultat de chaque calcul.
Des logiciels, soit destinés aux éclairagistes, soit de modélisation tridimensionnelle effectuent ces calculs automatiquement.

### Cas particuliers

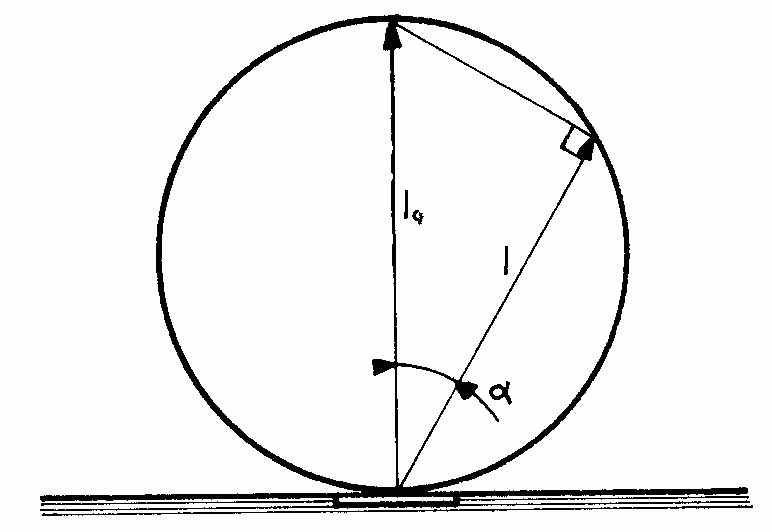
Indicatrice d'intensité d'une source orthotrope.

#### Source lumineuse ponctuelle isotrope
Le flux lumineux issu d'une source lumineuse isotrope est uniformément réparti, son intensité lumineuse est la même dans toutes les directions. L'angle solide d'émission vaut {\displaystyle {4\pi }} stéradians, ce qui conduit à la relation suivante entre le flux {\displaystyle \Phi } et l'intensité lumineuse {\displaystyle I} dans une direction quelconque : {\displaystyle I={\frac {\Phi }{4\pi }}}. L'enveloppe de son indicatrice est une sphère, représentée généralement par sa section circulaire.

#### Source lumineuse orthotrope
Une source lumineuse orthotrope présente une luminance identique dans toutes les directions. L'indicatrice est définie par : {\displaystyle I(\theta )=I(0)\,\cos \theta }. C'est le cas des sources diffusantes qui respectent la loi de Lambert.

#### Indicatrice parabolique
Certains systèmes d'éclairage à diode électroluminescente présentent une indicatrice de forme parabolique.

## Unités

### La candela
L'unité de l'intensité lumineuse est la candela (cd). La candela est l'une des sept unités de base du Système international (SI).

« La candela, symbole cd, est l'unité du SI d'intensité lumineuse dans une direction donnée. Elle est définie en prenant la valeur numérique fixée de l'efficacité lumineuse d'un rayonnement monochromatique de fréquence 540 × 1012 hertz, Kcd, égale à 683 lorsqu'elle est exprimée en lm W−1, unité égale à cd sr W−1, ou cd sr kg−1 m−2 s3, le kilogramme, le mètre et la seconde étant définis en fonction de h, c et ΔνCs. »

Malgré le raffinement de la définition de l'unité, la mesure des grandeurs photométriques reste tributaire des moyens techniques employés. La réalisation des filtres pour atteindre la fonction d'efficacité lumineuse spectrale, la mesure de la température pour les mesures énergétiques du rayonnement, limitent la précision effective à environ 1 %. Cette précision est largement inférieure à la capacité humaine de détecter la variation de l'éclairage d'une scène.

### Ordres de grandeur
Une bougie présente une intensité lumineuse de l'ordre de la candela dans une direction horizontale.

### Unités anciennes
Avant la définition de la candela établie en 1948, plusieurs unités se sont succédé ou ont co-existé, utilisant diverses sources lumineuses étalon comme référence : elles sont toutes obsolètes.
- Le carcel[13] :  1 carcel = 9,8 cd ; intensité d'une lampe Carcel (Bertrand Guillaume Carcel) ;
- Le violle[13] : 1 violle = 20,4 cd ;
- La bougie décimale[14],[13] : 1 bd = 1,02 cd = 1/20 violle ; intensité de 1 cm2 de platine à la température de solidification (2 045 K), l'étalon Violle (Jules Violle) ;
- La bougie internationale[15] : 1 bi = 1,018 cd ;
- La bougie nouvelle[13] : 1 bn = 1,00 cd ; 1/60 de l'intensité de 1 cm2 d'un corps noir chauffé à 2 045 K (solidification du platine) ; ancien nom de la candela[15], qui a conservé cette définition jusqu'en 1967[16].
- La bougie Hefner[13] : 1 HK = 0,92 cd ; intensité de la lampe Hefner (en) (Friedrich von Hefner-Alteneck (en)).

|                                               | SI grandeurs photométriques | v · d · m                       |                      |              | |
| Grandeur                                      | Grandeur                    | Unité                           | Unité                | Dimension    | Notes |
| Nom                                           | Symbole                     | Nom                             | Symbole              | Dimension    | Notes |
| Quantité de lumière                           | Qv                          | lumen-seconde                   | lm⋅s                 | T⋅J          | Le lumen-seconde est parfois appelé le talbot.                                                                                        |
| Flux lumineux                                 | Φv                          | lm (= candela stéradian)        | lm (= cd⋅sr)         | J            | Quantité de lumière par unité de temps                                                                                                |
| Intensité lumineuse                           | Iv                          | candela (= lumen par stéradian) | cd (= lm/sr)         | J            | Flux lumineux par unité d'angle solide                                                                                                |
| Luminance                                     | Lv                          | candela par mètre carré         | cd/m2 (= lm/(sr⋅m2)) | L−2⋅J        | Flux lumineux par unité d'angle solide par unité de surface de source projetée. Le candela par mètre carré est parfois appelé le nit. |
| Éclairement lumineux                          | Ev                          | lux (= lumen par mètre carré)   | lx (= lm/m2)         | L−2⋅J        | Flux lumineux incident sur une surface                                                                                                |
| Exitance lumineuse                            | Mv                          | lumen par mètre carré           | lm/m2                | L−2⋅J        | Flux lumineux émis depuis une surface                                                                                                 |
| Exposition lumineuse                          | Hv                          | lux-seconde                     | lx⋅s                 | L−2⋅T⋅J      | Éclairement lumineux intégré en fonction du temps                                                                                     |
| Densité de quantité de lumière                | ωv                          | lumen-seconde par mètre cube    | lm⋅s/m3              | L−3⋅T⋅J      | |
| Efficacité lumineuse (d'un rayonnement)       | K                           | lumen par watt                  | lm/W                 | M−1⋅L−2⋅T3⋅J | Quotient du flux lumineux sur le flux énergétique                                                                                     |
| Efficacité lumineuse (d'une source)           | η                           | lumen par watt                  | lm/W                 | M−1⋅L−2⋅T3⋅J | Quotient du flux lumineux sur la puissance consommée                                                                                  |
| Coefficient lumineux                          | V                           |                                 |                      | 1            | Efficacité lumineuse normalisée par l'efficacité maximale possible                                                                    |
| Voir aussi : - SI - Photométrie - Radiométrie |                             |                                 |                      |              | |

1. ↑  Les symboles dans cette colonne dénotent les dimensions; "L", "T" and "J" correspondent à la longueur, la durée et l'intensité lumineuse, et non les symboles des unités litre, tesla and joule.
2. ↑  Les Organismes de normalisations recommendent que les grandeurs photométriques soient dénotées avec un "v" (pour "visible") afin d'éviter la confusion avec les grandeurs radiometriques ou de photons. Par exemple : USA Standard Letter Symbols for Illuminating Engineering USAS Z7.1-1967, Y10.18-1967
3. 1 2 3  Symboles alternatifs parfois utilisés: W pour la quantité de lumière, P ou F pour le flux lumineux, et ρ pour l'efficacité lumineuse d'une source.

## Concentration du flux et intensité

La concentration d'un flux lumineux dans un pinceau fin augmente l'intensité lumineuse de la source dans la direction du pinceau.

Si toute la puissance d'un flux lumineux d'un lumen est concentrée et uniformément répartie dans un cône d'angle solide un stéradian, l'intensité lumineuse dans ce cône sera égale à la valeur moyenne, et sera par définition d'une candela. Si l'on change le dispositif optique pour concentrer ce faisceau dans un dixième de stéradian, l'intensité lumineuse dans le cône sera portée à dix candelas. À flux lumineux constant, l'intensité lumineuse est d'autant plus grande que le faisceau lumineux est étroit.